# Sovrani di Maiorca

Stemma del Regno di Maiorca

I Sovrani di Maiorca sono stati i governanti che, a partire dalla conquista aragonese dell'Arcipelago delle Baleari, ressero come re i territori della corona.

## Re di Maiorca (1230-1406)

### Casa d'Aragona
| Nome                       | Ritratto | Data di nascita  | Regno  | Regno          | Matrimoni | Note |
| Nome                       | Ritratto | Data di nascita  | Inizio | Fine           | Matrimoni | Note |
| -------------------------- | -------- | ---------------- | ------ | -------------- | --- | --- |
| Giacomo I il Conquistatore |          | 1º febbraio 1208 | 1230   | 27 luglio 1276 | (1) Eleonora di Castiglia un figlio (2) Iolanda d'Ungheria quattro figli e sei figlie (3) Teresa Gil de Vidaure due figli | Figlio di Pietro II; conquistò Valencia, Maiorca e Ibiza, scrisse il Libre dels feyts; fu quindi anche Re di Valencia e Maiorca |

### Casa d'Aragona-Maiorca
| Nome                                           | Ritratto | Data di nascita | Regno            | Regno            | Matrimoni                                                                                                | Note |
| Nome                                           | Ritratto | Data di nascita | Inizio           | Fine             | Matrimoni                                                                                                | Note |
| ---------------------------------------------- | -------- | --------------- | ---------------- | ---------------- | --- | --- |
| Giacomo II                                     |          | 31 maggio 1243  | 27 luglio 1276   | 29 maggio 1311   | Esclarmonde di Foix tre figli e due figlie                                                               | Figlio secondogenito di Giacomo I di Aragona; ereditò le isole Baleari, la contea di Rossiglione e la signoria di Montpellier                                                                                   |
| Sancho I il Pacifico                           |          | 1276            | 29 maggio 1311   | 4 settembre 1324 | Maria d'Angiò nessun figlio                                                                              | Figlio di Giacomo II; morì nel 1324, senza prole legittima |
| Giacomo III il Temerario                       |          | 5 aprile 1315   | 4 settembre 1324 | 28 ottobre 1349  | (1) Costanza d'Aragona un figlio e una figlia (2) Violante di Vilagarut una figlia                       | Figlio di Ferdinando, fratello di Sancho; venne estromesso dal trono dal cognato e cugino Pietro IV di Aragona nel 1344; continuò a definirsi re di Maiorca sino alla sua morte, avvenuta in battaglia nel 1349 |
| Casa d'Aragona-Maiorca (1349-1406) Re titolari |          |                 |                  |                  | | |
| Giacomo IV il Pretendente                      |          | 24 agosto 1336  | 28 ottobre 1349  | 20 gennaio 1375  | Regina Giovanna d'Angiò nessun figlio                                                                    | Figlio di Giacomo II e di Costanza d'Aragona; solo titolare; fu anche re consorte di Napoli e principe titolare d'Acaia                                                                                         |
| Elisabetta                                     |          | 1337            | 20 gennaio 1375  | 1406 circa       | (1) Giovanni II del Monferrato quattro figli e una figlia (2) Corrado von Reischach zu Jungnau un figlio | Figlia di Giacomo III e di Costanza d'Aragona; ereditò il titolo alla morte del fratello, il 20 gennaio 1375 |

## Re di Maiorca (1344-1715)

### Casa d'Aragona
| Nome                     | Ritratto | Data di nascita  | Regno          | Regno          | Matrimoni | Note                                                                                            |
| Nome                     | Ritratto | Data di nascita  | Inizio         | Fine           | Matrimoni | Note                                                                                            |
| ------------------------ | -------- | ---------------- | -------------- | -------------- | --- | ----------------------------------------------------------------------------------------------- |
| Pietro I il Cerimonioso  |          | 5 settembre 1319 | 1344           | 5 gennaio 1387 | (1) Maria di Navarra un figlio e tre figlie (2) Eleonora del Portogallo nessun figlio (3) Eleonora di Sicilia tre figli e una figlia (4) Sibilla di Fortià due figli e una figlia | Figlio di Alfonso IV di Aragona e di Teresa di Entenza; depose Giacomo III, scrisse le Cronache |
| Giovanni I il Cacciatore |          | 27 dicembre 1350 | 5 gennaio 1387 | 19 maggio 1396 | (1) Marta di Armagnac tre figli e due figlie (2) Iolanda di Bar tre figli e tre o quattro figlie                                                                                  | Figlio di Pietro ed Eleonora                                                                    |
| Martino I l'Umano        |          | 29 luglio 1356   | 19 maggio 1396 | 31 maggio 1410 | (1) Maria de Luna tre figli e una figlia (2) Margherita di Prades nessun figlio                                                                                                   | Figlio di Pietro ed Eleonora; dal 1409 fu anche re di Sicilia come Martino II                   |

### Casa di Trastámara
| Nome                               | Ritratto | Data di nascita   | Regno              | Regno              | Matrimoni                                                                                 | Note |
| Nome                               | Ritratto | Data di nascita   | Inizio             | Fine               | Matrimoni                                                                                 | Note |
| ---------------------------------- | -------- | ----------------- | ------------------ | ------------------ | ----------------------------------------------------------------------------------------- | --- |
| Ferdinando I il Giusto             |          | 2 novembre 1380   | 28 giugno 1412     | 2 aprile 1416      | Eleonora d'Alburquerque cinque figli e due figlie                                         | Nipote di Martino |
| Alfonso I il Magnanimo o il Saggio |          | 1394              | 2 aprile 1416      | 27 giugno 1458     | Maria di Trastámara nessun figlio                                                         | Figlio di Ferdinando; conquistò Napoli; ebbe un figlio illegittimo, Ferrante I re di Napoli |
| Giovanni II il Senza Fede          |          | 29 giugno 1397/98 | 27 giugno 1458     | 19/20 gennaio 1479 | (1) Bianca di Navarra due figli e due figlie (2) Giovanna Enríquez un figlio e tre figlie | Figlio di Ferdinando; il suo titolo fu conteso nella guerra civile catalana (1462-1472) |
| Ferdinando II il Cattolico         |          | 10 marzo 1452     | 19/20 gennaio 1479 | 25 gennaio 1516    | (1) Regina Isabella di Castiglia un figlio e quattro figlie (2) Germana de Foix un figlio | Figlio di Giovanni e Giovanna; Re consorte di Castiglia come Ferdinando V; invase la Navarra; divenne anche Re di Napoli come Ferdinando III nel 1504 |
| Giovanna la Pazza                  |          | 6 novembre 1479   | 25 gennaio 1516    | 12 aprile 1555     | Filippo d'Asburgo il Bello due figli e quattro figlie                                     | Terzogenita di Ferdinando II e di Isabella di Castiglia; fu regina di Castiglia e León (1504-1555), regina di Sicilia, regina di Napoli come Giovanna III, regina di Sardegna; la sua sovranità fu nominale ed esercitata dal padre e dal figlio Carlo I |

### Casa d'Asburgo
| Nome        | Ritratto | Data di nascita  | Regno             | Regno                         | Matrimoni | Note |
| Nome        | Ritratto | Data di nascita  | Inizio            | Fine                          | Matrimoni | Note |
| ----------- | -------- | ---------------- | ----------------- | ----------------------------- | --- | --- |
| Carlo I     |          | 24 febbraio 1500 | 25 gennaio 1516   | 16 gennaio 1556 (abdicazione) | Isabella d'Aviz tre figli e due figlie | Figlio di Giovanna; Imperatore come Carlo V; Re di Castiglia (Spagna); morì il 21 settembre 1556; gli succedette Filippo II come unico re di Spagna |
| Filippo I   |          | 21 maggio 1527   | 16 gennaio 1556   | 13 settembre 1598             | (1) Maria Emanuela d'Aviz un figlio (2) Regina Maria I d'Inghilterra due figli (3) Elisabetta di Valois cinque figlie (4) Anna d'Austria quattro figli e una figlia | Primogenito di Carlo V; Re di Castiglia (Spagna) come Filippo II                                                                                    |
| Filippo II  |          | 14 aprile 1578   | 13 settembre 1598 | 31 marzo 1621                 | Margherita d'Austria-Stiria quattro figli e quattro figlie | Quartogenito di Filippo II e Anna; Re di Castiglia (Spagna) come Filippo III                                                                        |
| Filippo III |          | 8 aprile 1605    | 31 marzo 1621     | 17 settembre 1665             | (1) Elisabetta di Francia un figlio e sei figlie (2) Maria Anna d'Austria tre figli e due figlie                                                                    | Primogenito maschio di Filippo III; Re di Castiglia (Spagna) come Filippo IV                                                                        |
| Carlo II    |          | 6 novembre 1661  | 17 settembre 1665 | 1º novembre 1700              | (1) Maria Luisa di Borbone-Orléans nessun figlio (2) Maria Anna del Palatinato-Neuburg nessun figlio                                                                | Terzo figlio maschio di Filippo IV e Maria Anna; Re di Spagna                                                                                       |

### Casa di Borbone
| Nome       | Ritratto | Data di nascita  | Regno            | Regno           | Matrimoni                                                                                 | Note |
| Nome       | Ritratto | Data di nascita  | Inizio           | Fine            | Matrimoni                                                                                 | Note |
| ---------- | -------- | ---------------- | ---------------- | --------------- | ----------------------------------------------------------------------------------------- | --- |
| Filippo IV |          | 19 dicembre 1683 | 16 novembre 1700 | 28 ottobre 1715 | (1) Maria Luisa di Savoia quattro figli (2) Elisabetta Farnese quattro figli e tre figlie | Nipote di Luigi XIV e di sua moglie Maria Teresa, sorella di Carlo; Fu re di Spagna come Filippo V sino al 9 luglio 1746 |

Con i Decreti di Nueva Planta, Filippo soppresse i regni di Maiorca, Aragona e Valencia, ponendo fine alla storia secolare dello stato balearico.